# Hiroshi Nanami
Hiroshi Nanami (Prefectura de Shizuoka, Japó, 28 de novembre de 1972) és un exfutbolista japonès.

## Selecció japonesa
Hiroshi Nanami va disputar 67 partits amb la selecció japonesa.